# První kategorie 1907
Soutěžní ročník  Prima Categoria 1907 byl 10. ročník nejvyšší italské fotbalové ligy a konal se od 13. ledna do 27. dubna roku 1907. Turnaje se účastnilo šest klubů ze tří měst.
Již potřetí ovládl soutěž, obhájce minulého ročníku Milán, když ve finálové skupině měl o jeden bod více než Turín. Nejlepším střelcem se stal hráč Turína Hans Kämpfer se 7 brankami.

## Události
Poprvé se ligy zúčastnil klub Turín, který vznikl z bývalých členů Juventusu. Milán chtěl potvrdit vítězství z minulého ročníku a hladce postoupili do finále. Juventus byl překvapivě vyřazen v předkole novým klubem z Turína. Do finálové skupiny se také poprvé dostala Andrea Doria.
Finálovou skupinu vyhrál o jeden bod Milán před Turínem i díky kontumaci 2:0 s Andrea Doriou. Klub Milán vyhrál ligu se spousty švýcarskými hráči.

## Účastníci šampionátu
| Klub         | Město | Provincie |
| ------------ | ----- | --------- |
| Janov        | Janov | Ligurie   |
| Andrea Doria | Janov | Ligurie   |
| Milán        | Milán | Lombardie |
| Milanese     | Milán | Lombardie |
| Juventus     | Turín | Piemont   |
| Turín        | Turín | Piemont   |

## Zápasy

### Předkolo

#### Liguria
| 1. zápas 13. leden 1907 | Janov | 1 – 1 | Andrea Doria | Campo Sportivo di Ponte Carrega, Janov |  |  |
|                         | ?     |       | ?            | Rozhodčí: Agostino Recalcati           |  |  |
|                         |       |       |              |                                        |  |  |

| 2. zápas 3. únor 1907 | Andrea Doria | 3 – 1 | Janov | Campo sportivo della Cajenna, Janov |  |  |
|                       | ?            |       | ?     | Rozhodčí: Giuseppe Camperio         |  |  |
|                       |              |       |       |                                     |  |  |

- Andrea Doria postoupil do finále.

#### Lombardie
| 1. zápas 13. leden 1907 | Milán                                              | 6 – 0 | Milanese | Campo Milan di Porta Monforte, Milán |  |  |
|                         | Herbert Kilpin Hans Walter Imhoff Ernst Widmer 90' |       |          | Rozhodčí: Hans Heinrich Suter        |  |  |
|                         |                                                    |       |          |                                      |  |  |

| 2. zápas 3. březen 1907 | Milanese | 0 – 1 | Milán             | Campo di Via Comasina, Milán  |  |  |
|                         |          |       | 5' Herbert Kilpin | Rozhodčí: Marcello Bertinetti |  |  |
|                         |          |       |                   |                               |  |  |

- Milán postoupil do finále.

### Piemont
| 1. zápas 13. leden 1907 | Turín                              | 2 – 1 | Juventus      | Velodromo Umberto I, Turín |  |  |
| 15:00 SELČ              | Federico Ferrari-Orsi Hans Kämpfer |       | Ernesto Borel | Rozhodčí: Enrico Pasteur   |  |  |
|                         |                                    |       |               |                            |  |  |

| 2. zápas 3. únor 1907 | Juventus      | 1 – 4 | Turín        | Campo di piazza d'armi, Turín |  |  |
|                       | Ernesto Borel |       | Hans Kämpfer | Rozhodčí: James Spensley      |  |  |
|                       |               |       |              |                               |  |  |

- Turín postoupil do finále.

### Finálová skupina
|  | Poz | Tým          | B | Z | V | R | P | VG | OG | B  |
|  | --- | ------------ | - | - | - | - | - | -- | -- | -- |
|  | 1   | Milán        | 6 | 4 | 2 | 2 | 0 | 10 | 3  | +7 |
|  | 2   | Turín        | 5 | 4 | 1 | 3 | 0 | 5  | 3  | +2 |
|  | 3   | Andrea Doria | 1 | 4 | 0 | 1 | 3 | 0  | 9  | -9 |

Výsledky
- Andrea Doria 0:0 a 0:2 Turín
- Turín 1:1 a 2:2 Milán
- Milán 5:0 a 2:0 Andrea Doria

## Vítěz
| Prima Categoria Vítěz pro rok 1907 |
| ---------------------------------- |
| AC Milán                           |
|                                    |